# Magnus I van Zweden

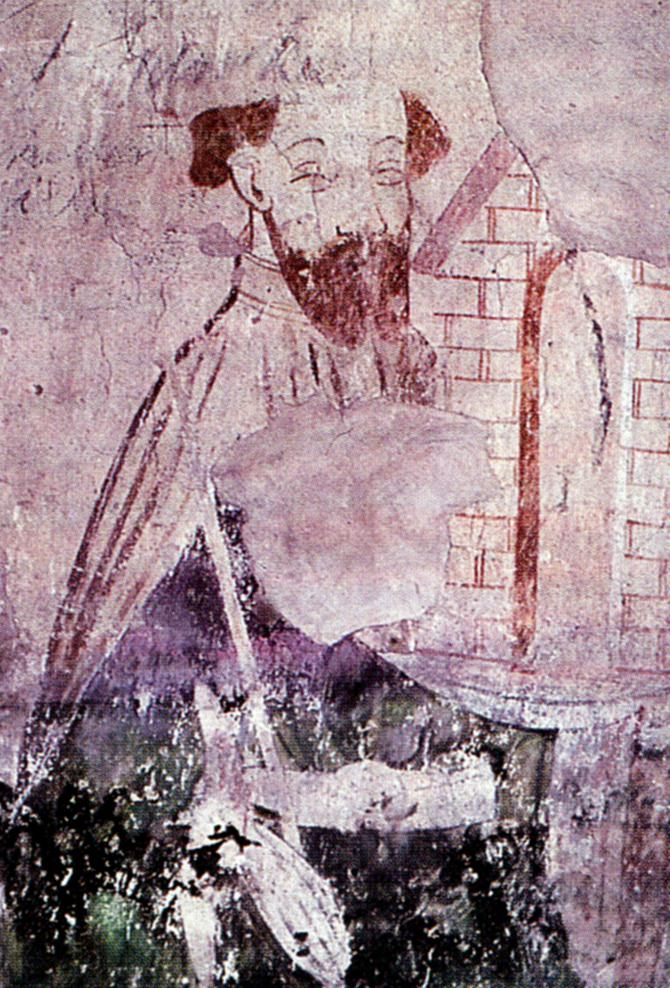
fresco van Magnus uit de 15e eeuw.

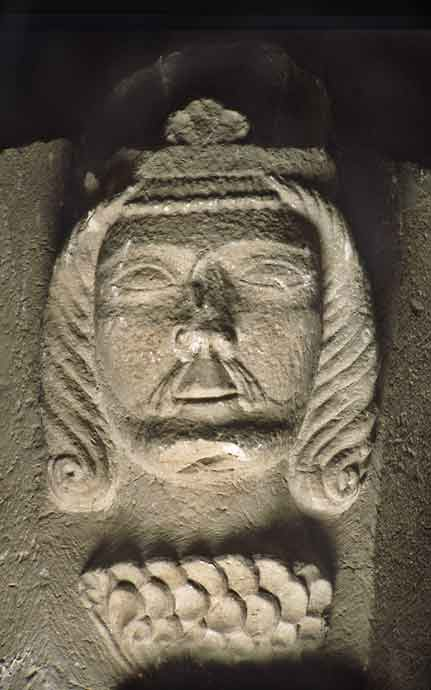
buste van Magnus.

Magnus III Birgersson, ook wel Magnus III Ladulås (Schuurgrendel) (?, 1240 - Visingsö, 18 december 1290) was koning van Zweden van 1275 tot 1290. Hij was de tweede zoon van Birger Jarl en Ingeborg Eriksdotter van Zweden, de oudste zuster van de kinderloze koning Erik XI. Zijn oudere broer Waldemar was Erik opgevolgd. Magnus rebelleerde evenwel tegen zijn broer en werd ten slotte tot koning verkozen in 1275.

## Naam
Hij was de eerste Magnus die over Zweden regeerde voor een redelijke tijd. Hij wordt echter niet erkend als rechtstreekse troonpretendent, maar heeft als Magnus III (omdat Magnus Nilsson van Denemarken en Magnus Henriksson van Zweden, respectievelijk worden gezien als Magnus I en Magnus II) het Zweedse koningschap opgeëist en regeerde daarna het koninkrijk. Latere historici schreven zijn bijnaam 'Ladulas' (schuurgrendel) toe aan een voorval uit 1279 of 1280, waarbij hij alle boeren en vrijbuiters toestond zich van hun plicht te verzuimen om edelen of hoge geestelijke bij te staan met voedsel of geld als deze langs kwamen; dit refererend aan de uitspraak - Boeren! doe jullie schuren op slot!. Een andere theorie stelt dat het een verbastering was van de naam Ladislaus en dit voortkwam uit zijn slavische afkomst.

## Levensloop
De geboortedatum of jaar wanneer Magnus geboren werd is tot op heden nooit opgehelderd, hij was waarschijnlijk de tweede zoon van Birger Jarl (Birger Magnuson 1200-1266) en Ingeborg, zijn moeder was de zuster van de kinderloos gebleven Erik XI van Zweden en dochter van Erik X van Zweden. Zijn vader Birger Jarl creëerde de titel van Jarl voor Magnus als een soort Hertog van Zweden. Zijn waarschijnlijke oudere broer Waldemar ontving het koningschap en volgde daarmee hun oom in 1250 op.
In 1275 startte Hertog Magnus een opstand tegen zijn broer Waldemar met behulp van Deense troepen en ontzette hem van de troon. Magnus werd daarna tot koning verkozen bij de Stenen van Mora. In 1276 arrangeerde hij een tweede huwelijk (zijn eerste huwelijk, met een vrouw waarvan de naam onbekend is gebleven, liet hij ontbinden) met Helvig, een dochter van Gerard van Holstein. Aan haar moeders zijde was Helvig een afstammeling van Christina, de dochter van koning Sverker II). Een pauselijk annulering van Magnus eerste huwelijk en een dispensatie voor de tweede huwelijk (nodig vanwege het bloedverwantschap) werd tien jaar later toegekend.
De afgezette koning Waldemar slaagde erin om met behulp van Deense huurlingen de zuidelijke provincie Gotaland te veroveren en Magnus moest dit ook erkennen in 1277. Magnus wist in 1278 echter weer beslag te leggen op Gothaland en nam de titel aan van rex Gothurum, Koning van de Goths, wat de traditie startte van de naam Koning van de Zweden en de Goths. Koning Magnus benoemde zijn jongste broer Benedict, die toen nog aartsdekaan was, tot hoge kanselier van Zweden en in 1284 beloonde hij hem met het hertogdom van Finland.
Magnus overleed in 1290, toen zijn zoons nog minderjarig waren. Magnus gaf de opdracht aan zijn persoonlijke lijfwacht, Turchetel, de hoge kanselier van Zweden, zijn zoon de toekomstige koning Birger met zijn leven te bewaken. Birger was circa tien jaar oud toen zijn vader overleed.

## Huwelijk en kinderen
In 1276 trouwde Magnus met Helvig van Holstein, dochter van Gerard I van Holstein. Helvig trad later op als regentes (1290-1302 en 1320-1327). Zij kregen de volgende kinderen:
- Ingeborg Magnusdotter (1279) ∞ Erik VI van Denemarken
- Birger Magnusson (1280)
- Erik Magnusson, hertog van Södermanland (1282),

stierf van ontbering in 1318 in het kasteel van Nyköpingshus, nadat hij gevangen was genomen door zijn broer koning Birger I
- Waldemar Magnusson, hertog van Finland in 1302 en van Öland in 1310,

stierf van ontbering in 1318 in het kasteel van Nyköpingshus, nadat hij gevangen was genomen door zijn broer koning Birger I
- Rikissa Magnusdotter, abdis van het klooster van de H. Clara in Stockholm.

Erik VI · Olaf II · Anund Jacob · Emund · Stenkil · Erik VII · Erik VIII · Halsten · Haakon · Inge I · Sven · Erik Årsäll · Filips · Inge II · Ragnvald · Magnus · Sverker I · Erik IX · Karel VII · Knoet I · Sverker II · Erik X · Johan I · Erik XI · Knoet II · Waldemar I · Magnus I · Birger I · Magnus II · Albrecht · Margaretha · Erik XIII · Christoffel · Karel VIII · Christiaan I · Johan II · Christiaan II · Gustaaf I · Erik XIV · Johan III · Sigismund · Karel IX · Gustaaf II Adolf · Christina · Karel X Gustaaf · Karel XI · Karel XII · Ulrike Eleonora · Frederik · Adolf Frederik · Gustaaf III · Gustaaf IV Adolf · Karel XIII · Karel XIV Johan · Oscar I · Karel XV · Oscar II · Gustaaf V · Gustaaf VI Adolf · Carl Gustaf XVI
- Gemeinsame Normdatei: 120770377
- International Standard Name Identifier: 0000 0000 1560 3681
- KulturNav: 29e9b1c0-c30a-4b25-b25f-a778df879277
- Library of Congress Control Number: n2002022876
- LIBRIS: 209310
- Système universitaire de documentation: 227153014
- Virtual International Authority File: 13146961
- WorldCat: E39PBJqfMQF8fVJHf4CbF34KBP